# YPT-15教練機
St. Louis YPT-15由是一款由聖路易斯飛機公司研製的初級教練機，該機共生產13架，並於1930年代末期開始投入美國陸軍航空兵團服役。

## 發展
PT-15是以PT-1W為基礎，開發而成的初級教練機，並作為美國陸軍航空兵在二戰前的臨時過渡機型。該飛機的機翼覆有織物，而機身則覆蓋鋁材。PT-15配備了一具萊特R-760-1旋風7缸風冷星型發動機。
一架使用了該公司早期設計的聖路易PT-35序列號的PT-1原型機，於1936年5月23日在萊特基地的試飛中墜毀。的序列號。之後所有13架YPT-15（後來命名為PT-15）都被本地分配給帕克斯學院的民用飛行員訓練計劃。PT-15是聖路易斯飛機公司中唯一被美國陸軍航空兵團採購的飛機。
至少還有一架YPT-15處於展示狀態，該機位於奧勒岡州胡德里弗的西方古董飛機和汽車博物館，並仍處於適航狀態。

## 型號
XPT-15 (St. Louis Model PT-1和PT-1W替換原型機)
一架型號PT-1W的飛機被用來進行評估，該飛機配備了一台235馬力的萊特Whirlwind R-760ET發動機
YPT-15 (St. Louis Model PT-2)
13駕預生產版本，更改了儀錶盤設計，並裝配285hp萊特旋風R-760E-1發動機和更大的方向舵，之後命名成PT-15

## 外部連結
- St. Louis PT-15 （页面存档备份，存于）
- PT - Primary Trainer aircraft （页面存档备份，存于）